# Euerythra trimaculata
Euerythra trimaculata är en fjärilsart som beskrevs av Smith 1887. Euerythra trimaculata ingår i släktet Euerythra och familjen björnspinnare. Inga underarter finns listade i Catalogue of Life.